# ديستن ماكيتا
ديستن ماكيتا (بالفرنسية: Destin Papou Makita)‏ هو لاعب كرة قدم كونغولي في مركز الدفاع، ولد في 23 أكتوبر 1984 في برازافيل في جمهورية الكونغو. شارك مع منتخب الكونغو لكرة القدم. أما مع النوادي، فقد لعب مع أورلاندو بيراتس وإيه سي ليوباردز ونادي إيتوال دو كونغو ونادي ميسيل.

## وصلات خارجية
- ديستن ماكيتا على موقع الاتحاد الدولي (مؤرشف)  (الإنجليزية)
- ديستن ماكيتا على موقع قاعدة بيانات كرة القدم.إي يو (الإنجليزية)
- ديستن ماكيتا على موقع ناشيونال فوتبول تيمز (الإنجليزية)
- ديستن ماكيتا على موقع Soccerway.com (الإنجليزية)